# Castello Inferiore (Attimis)
Das Castello Inferiore di Attimis, gelegentlich auch Castello Nuovo di Attimis (Cjscjel inferiôr oder Cjscjel gnûf in furlanischer Sprache), ist eine spätmittelalterliche Burgruine an den Hängen des Monte Scalutta auf dem Gebiet der Gemeinde Attimis in der italienischen Region Friaul-Julisch Venetien. Die Ruine liegt auf einer Höhe von 352 Metern. Etwa 180 Meter entfernt liegt auf einer Höhe von 372 Metern die Ruine das Castello Superiore.
Die Burg war ein Teil der Verteidigungslinie, die das Patriarchat von Aquileia am Fuß der Julischen Voralpen errichten ließ und die von Venzone bis Cividale reichte. Diese wurde zu dem Zweck errichtet, Gefahrensignale rechtzeitig zu übermitteln; sie bestand aus 130 Burgen, alle sichtbar von der Sternwarte des Castello di Udine aus, auf dem damals das Patriarchat von Aquileia residierte.

## Geschichte
Der Bau der Burg begann zwischen 1250 und 1260 und endete wahrscheinlich 1275, denn aus diesem Jahr stammt das erste Dokument, in dem das Castello Inferiore erwähnt wird; es handelt sich um eine Investitionsanfrage, die mit dem Patriarchen Raimondo della Torre verbunden ist und von Artinido Attems gestellt wurde.
1294 verbündete sich die Familie Attems mit der Familie Da Camino, die in einen Konflikt mit dem Patriarchen geraten war, weil dieser die von ihm unterzeichnete Erlaubnis zum Bau einer Burg bereute und Artinido Attems vor die Wahl stellte, diese abreißen zu lassen oder ihm in Treue zu versichern, dass sie nur zum Schutz der Kirche von Aquileia genutzt werden würde. Es gibt keine gesicherten Aufzeichnungen darüber, welche Wahl die Familie Attems getroffen hatte, aber neuere Studien unterstützen die Meinung, dass der Graf (Titel erst im 17. Jahrhundert von der Familie erhalten) flüchtete und sein Anwesen aufgab; später wurden die Feindseligkeiten zwischen den Familien beendet, weil er sich zum Patriarchen begab, um Gnade bat und ihm seine Treue garantierte.
Weitere Feindseligkeiten werden vom 10. Februar 1387 berichtet; die Protagonisten waren diesmal die beiden Burgen von Attimis. Das Castello Superiore nahm für Udine und die Familie Da Camino Partei, während das Castello Inferiore den Patriarchen und die Familie ‚‚Da Carrara‘‘ unterstützte. Die Schlachten waren so blutig, dass das Castello Superiore von den Savorgnans in Udine leihweise eine Bombarde erhielt (Dies war eines der ersten Male, dass Schießpulver im Nordosten von Italien verwendet wurde), die Bewohner der Burg sie im Innenhof aufstellten und auf ihre Verwandten schossen, die im Castello Inferiore eingeschlossen waren. Das Bombardement verursachte zahlreiche Schäden, konnte aber die Mauern nicht brechen. Am schlimmsten wurde die Burgkapelle, die dem Heiligen Nikolaus geweiht war, getroffen; sie wurde nicht wieder aufgebaut und es blieben nur die Fundamente der Mauern stehen.
Die Aufgabe des Anwesens wird auf 1511 geschätzt, veranlasst durch ein Erdbeben in diesem Jahr in Friaul. Die Burgbewohner zogen in die Ebene und besiegelten so das Ende der Burg.

## Wappen
Das Wappen hat die Form eines samnitischen Schildes, der Hintergrund ist rot und die vier oberen Punkte sind silbern. Das heraldische Wappen gehörte der Familie Attems und wurde in Folge zu dem des Castello Inferiore. Es wurde auf einer Terrakottafliese gefunden; man kann es auf der Fossilausstellung in Udine bewundern.

## Jüngste Geschichte
Heute gehört die Burgruine dem Grafen Victor Attems-Gilleis. 1981 und 1994 wurde das Anwesen entstraucht, was Untersuchungen der Umfassungsmauern ermöglichte und zu verschiedenen Fundstücken führte. Auf dem Gelände wurden niemals Restaurierungs- oder Schutzarbeiten durchgeführt. 1998 druckte man bei der Firma Arti Grafiche Friulane das Buch Atimis e i soi Cjscjei (dt.: Attimis und seine Burgen), geschrieben von Romano Binutti, in dem es unter anderem um das Castello Inferiore geht.

## Grundriss
Das Gelände war durch eine Umfassungsmauer mit einer konstanten Dicke von 1,5 Metern geschützt, die eine Fläche von 509 m² einschloss; die längste Mauer war mit 33 Metern die östliche, die sich im Süden in zwei Stücken mit 10 Metern, bzw. 11 Metern, Länge fortsetzte, die sich im spitzen Winkel trafen; die westliche und die nördliche Mauer waren 17 Meter und 18 Meter lang. Es ist nicht sicher, wo sich der Eingang befand. Dazu gibt es zwei Thesen: Die erste wird durch ein Gemälde gestützt, das sich im Attemespalast in Wien, auf dem der Eingang an der Südecke gemalt ist. Die zweite sieht den Eingang an der Nordwestecke im Schutz des Turms.
Der 21 Meter hohe Turm (den man noch vom Castello di Udine aus sieht) hat eine rechteckige Form mit eingezogener Basis, die Nord- und Südwand sind je 6,5 Meter lang, die im Osten und Westen je 7,8 Meter. Sie waren 2,4 Meter dick und umschlossen eine Fläche von nur 4 m². Der Turm hat nur zwei Öffnungen, eine bogenförmige an der Nordwand und die Schwelle mit den Pfosten einer schmalen Türe auf der Westseite, dem einzigen Eingang zum Bergfried; beide Öffnungen befanden sich im zweiten Stockwerk des Turms. Der Turm hatte vier Stockwerke. Auch heute noch kann man Widerlager der Balken für die Böden sehen.
Ein Scharwachturm wurde außen angebaut, wahrscheinlich, als die Kämpfe mit den Verwandten im benachbarten Castello Superiore begannen. Er liegt südlich der östlichen Umfassungsmauer, hat einen halbrunden Grundriss und eine Mauerdicke von 70 Zentimetern. Der Durchmesser beträgt 2,5 Meter und er setzt sich 2 Meter nach außen fort.
In die nördliche Umfassungsmauer sind Schießscharten für Bogenschützen eingeschnitten, während in der westlichen eine Aussparung wie eine Tür mit halbrundem Architrav vorhanden ist, der die Auflage für eine Treppe bildet, die in den Keller führt. Im Südwesten gibt es Spuren der Außenmauern von zwei Häusern mit Grundflächen von je 90 m². Neben der Burg erhob sich die Nikolauskapelle, deren Grundfläche 5,8 Meter × 8,8 Meter betrug.

## Funde
In der archäologischen Grabungsstätte wurden bisher keine Reinigungs- und Erhaltungsarbeiten durchgeführt; aus diesem Grund hat man bisher nur wenige Objekte gefunden. Dennoch wurden im Laufe der Zeit einige Metallobjekte gefunden, darunter stechen Pfeilspitzen und Bögen, sowie Waffen und verschiedene Gebrauchsgegenstände hervor. Zahlreicher sind die Fragmente roher Keramik; ein kleines Stück einer Vase zeigt einen Stempel mit einem rotierenden Rad, ganz ähnlich wie bei anderen Funden aus dem Castello Superiore und dem Castello di Partistagno. Man erzählt sich, dass ein Portal mit Bossenwerk, das zu der Burg gehörte, demontiert und weiter nach unten, ins letzte Haus vor dem Weg der Burgen, der an der Rückseite der Villa d’Attems in Pecòl beginnt, verlegt wurde.

## Lage und Zugangswege
Die Burg liegt auf einer Höhe von 352 Metern ü.N.N. am Monte Sculutta. Um sie zu erreichen, kann man den eindrucksvollen, mittelalterlichen Pfad nehmen, der heute noch mit zeitgenössischen Steinen und Stufen gepflastert ist. Man bricht vom Parkplatz der Kirche Sant’Andrea Apostolo auf, folgt der Via Pecolle, bis man das Landhaus der Grafen ‚‚D’Attimis‘‘ erreicht (die befestigte Burg brannte im Zweiten Weltkrieg ab). Dort beginnt der gut ausgewiesene, mittelalterliche Weg. Neben diesem Weg kann man zahlreiche Arten von Steinen mit eingebetteten Formen von Urfossilien bewundern; wenn man zum Castello Inferiore kommt, kann man Stützmauern mit großen Steinen bestaunen; man kann die Felsmauern der Häuser und Ställe der Burgbewohner aus dem Boden auftauchen sehen. Die Exkursion dauert etwa 30 Minuten und man überwindet einen Höhenunterschied von 156 Metern. Alternativ kann man die Ruinen auch auf einem kürzeren Weg erreichen, der an der sechsten Kurve der Straße, die von Attimis nach Porzûs führt, abzweigt. Am Zugang steht eine Informationstafel und die Burg hat man in fünf Minuten erreicht, wobei man einen Höhenunterschied von 18 Metern überwindet.

## Fotogalerie

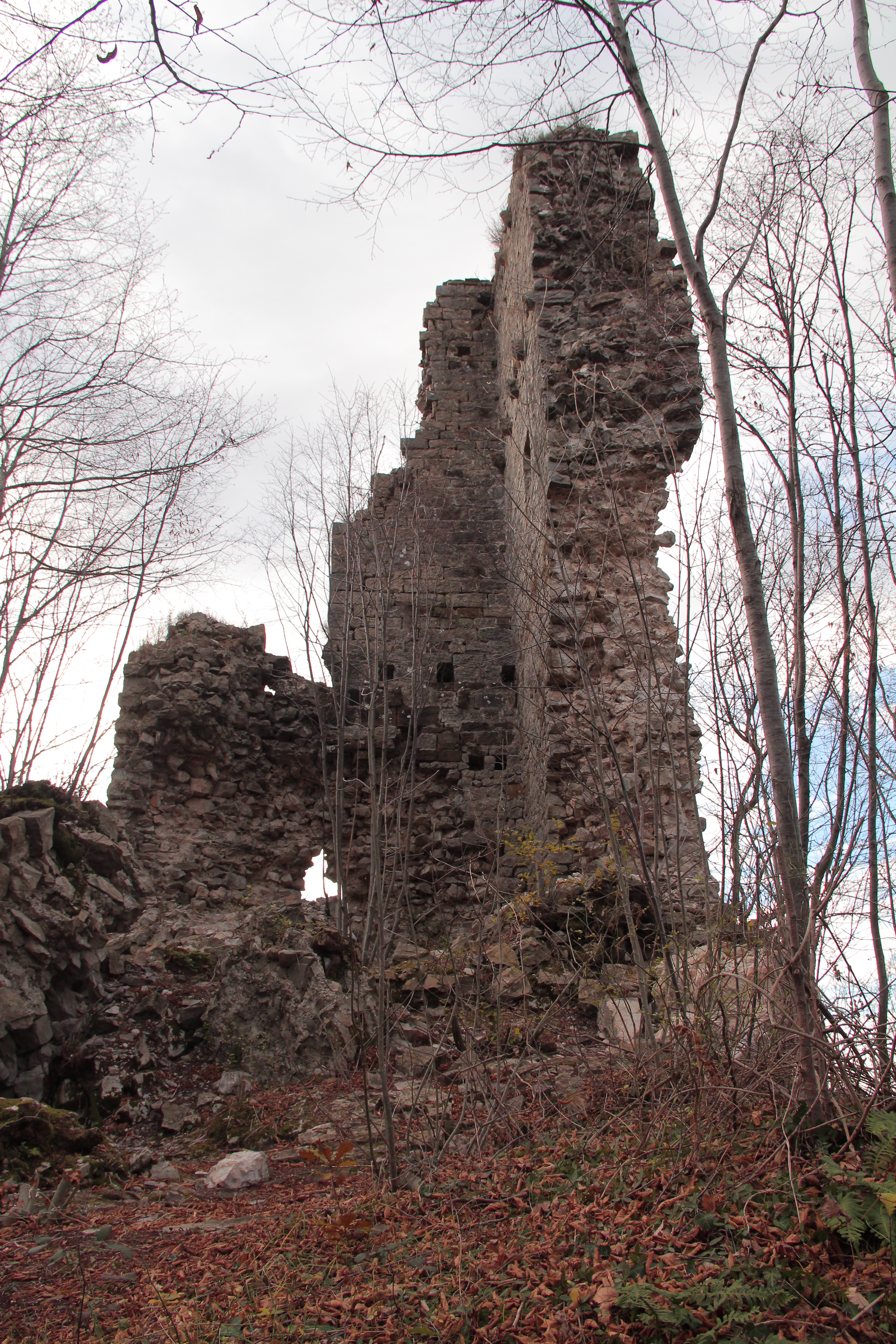
Die Reste des Turms
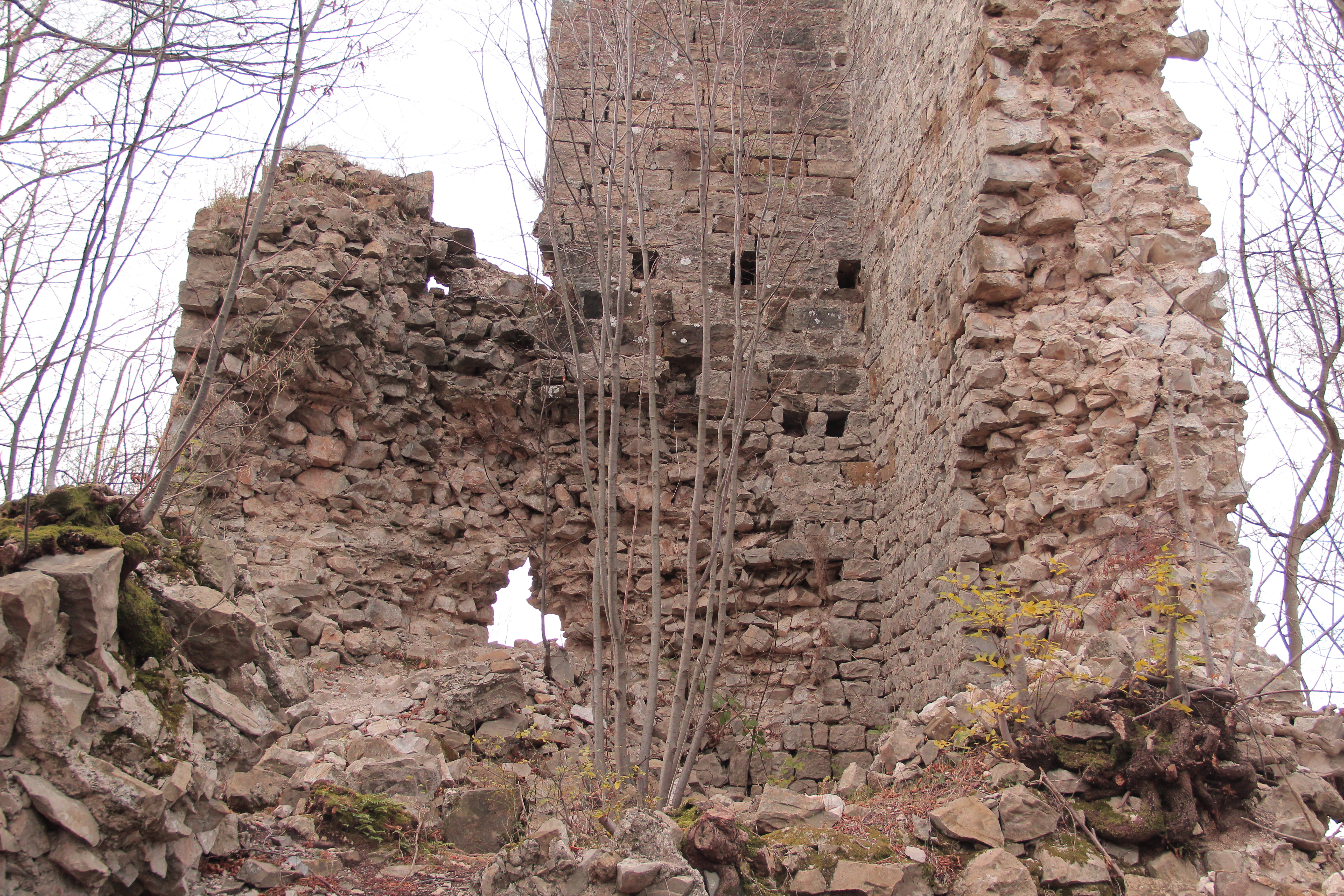
Blick auf die unebenen „Sack“-Mauern
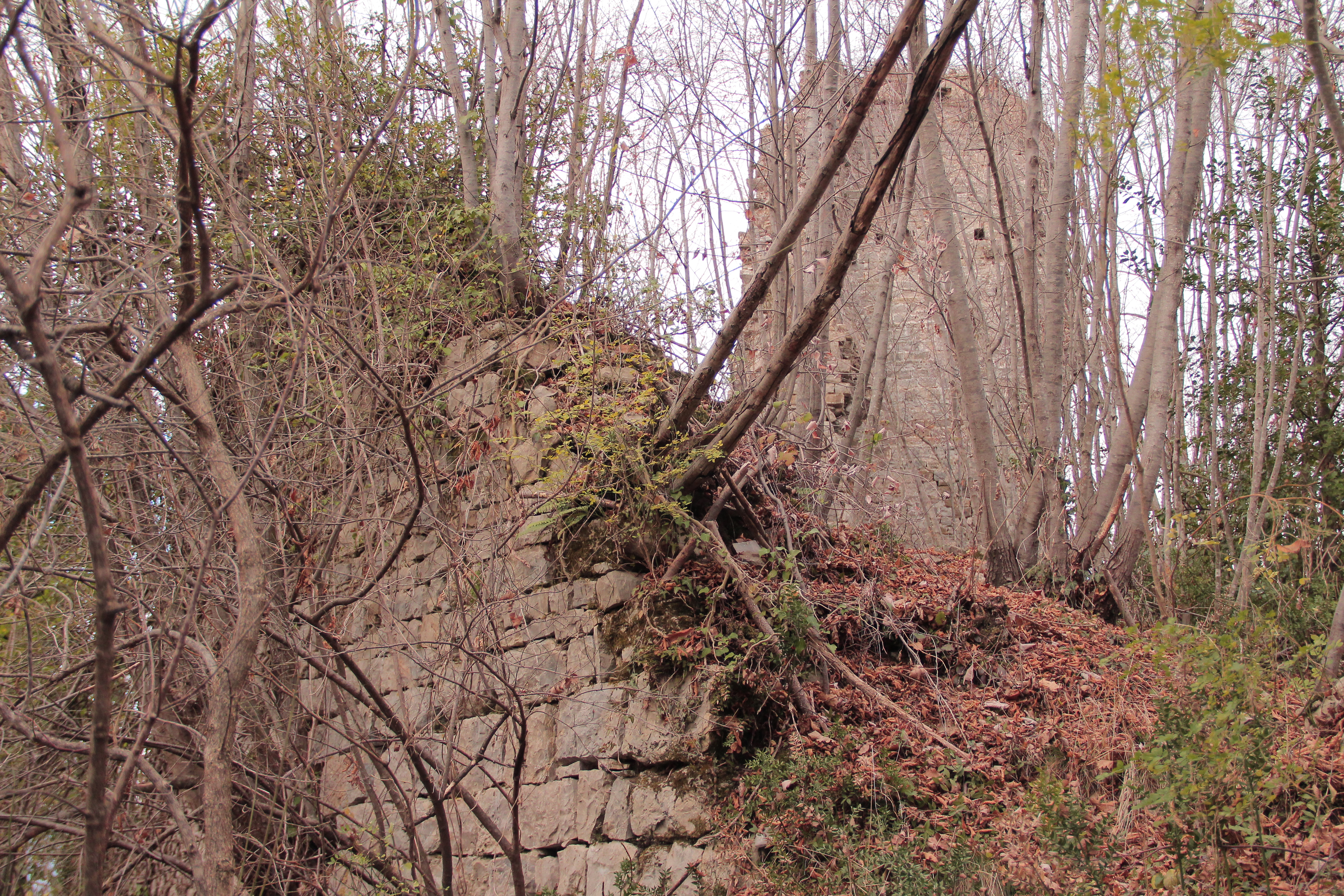
Unkraut
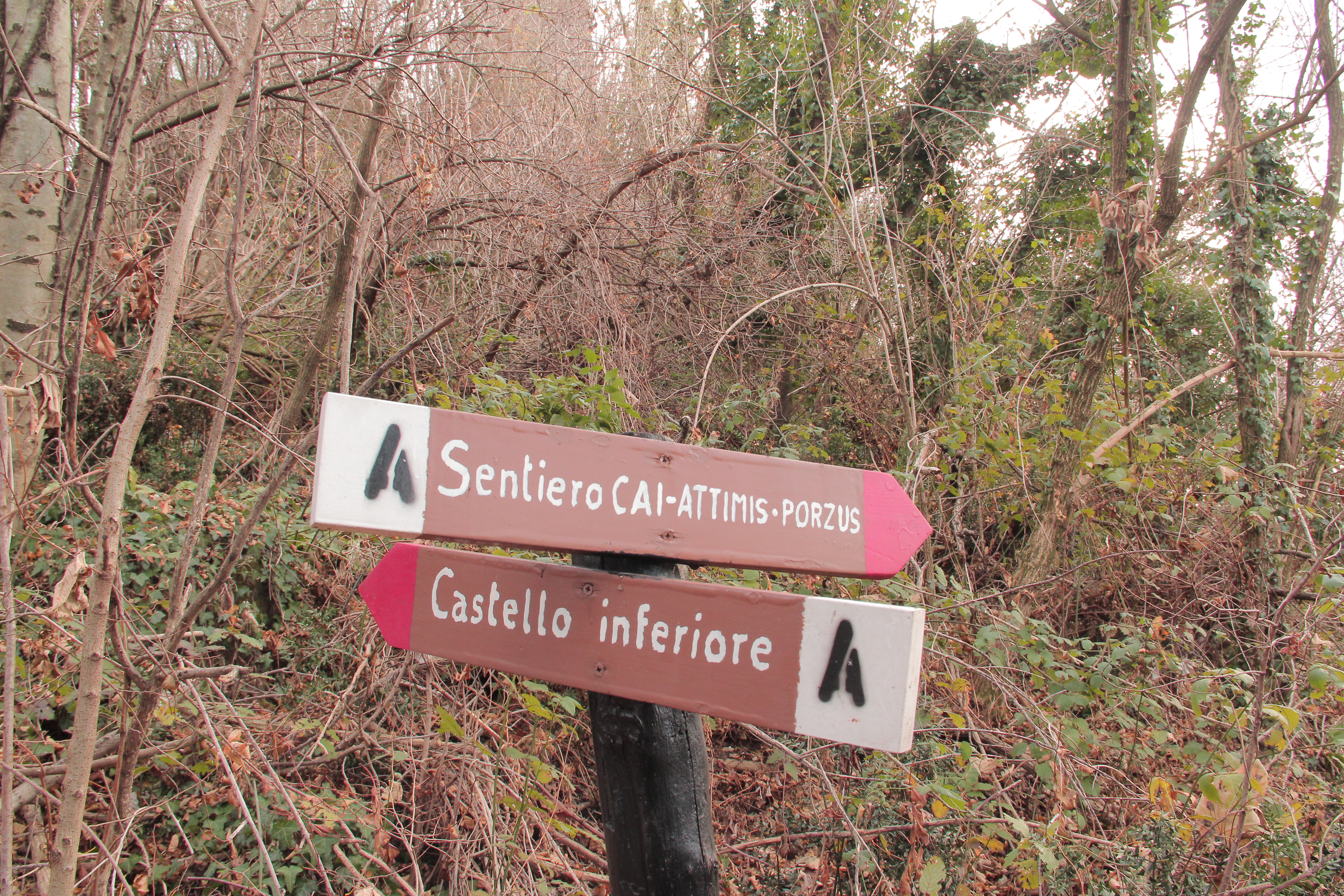
Beschilderung
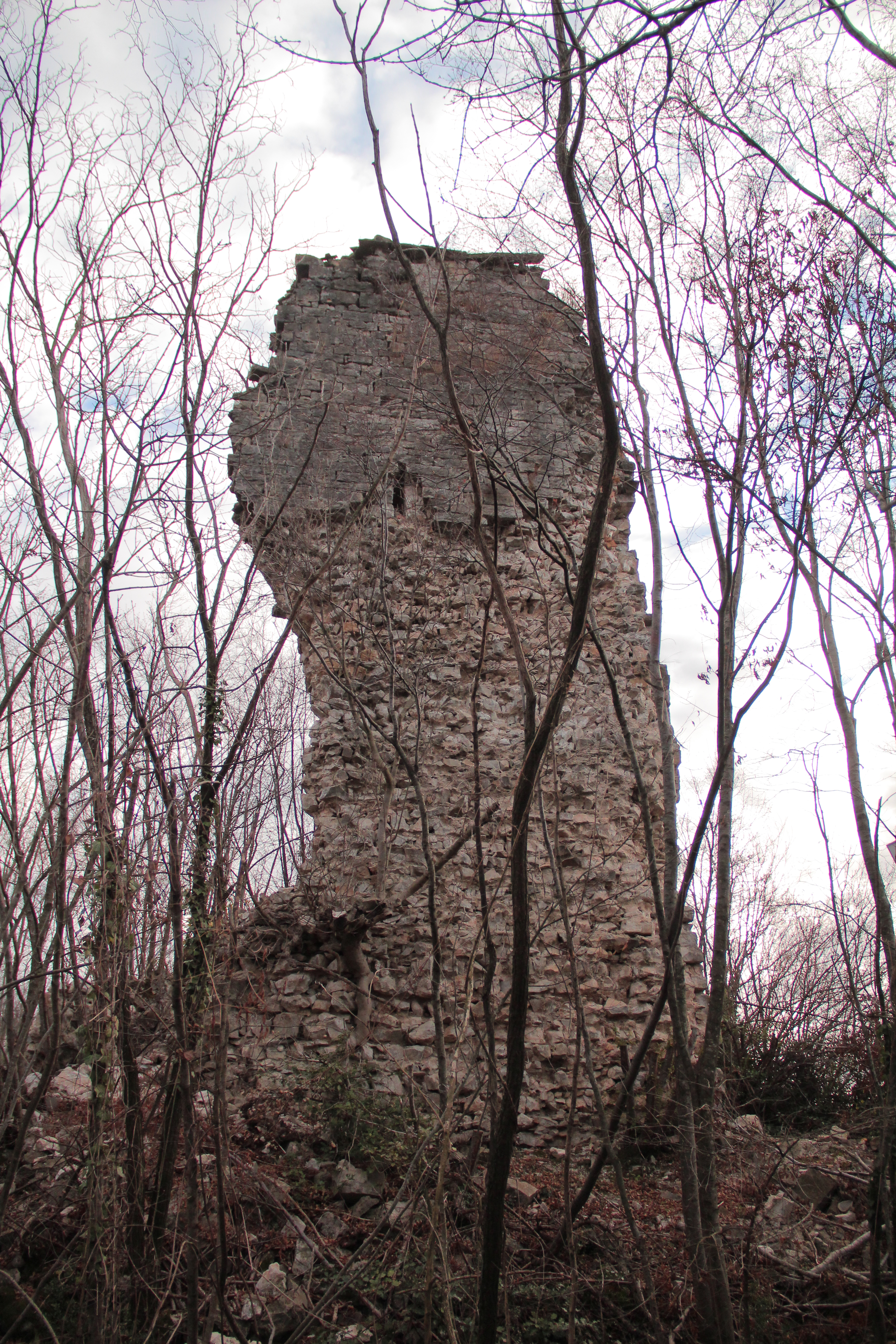
Seitenansicht des Turms
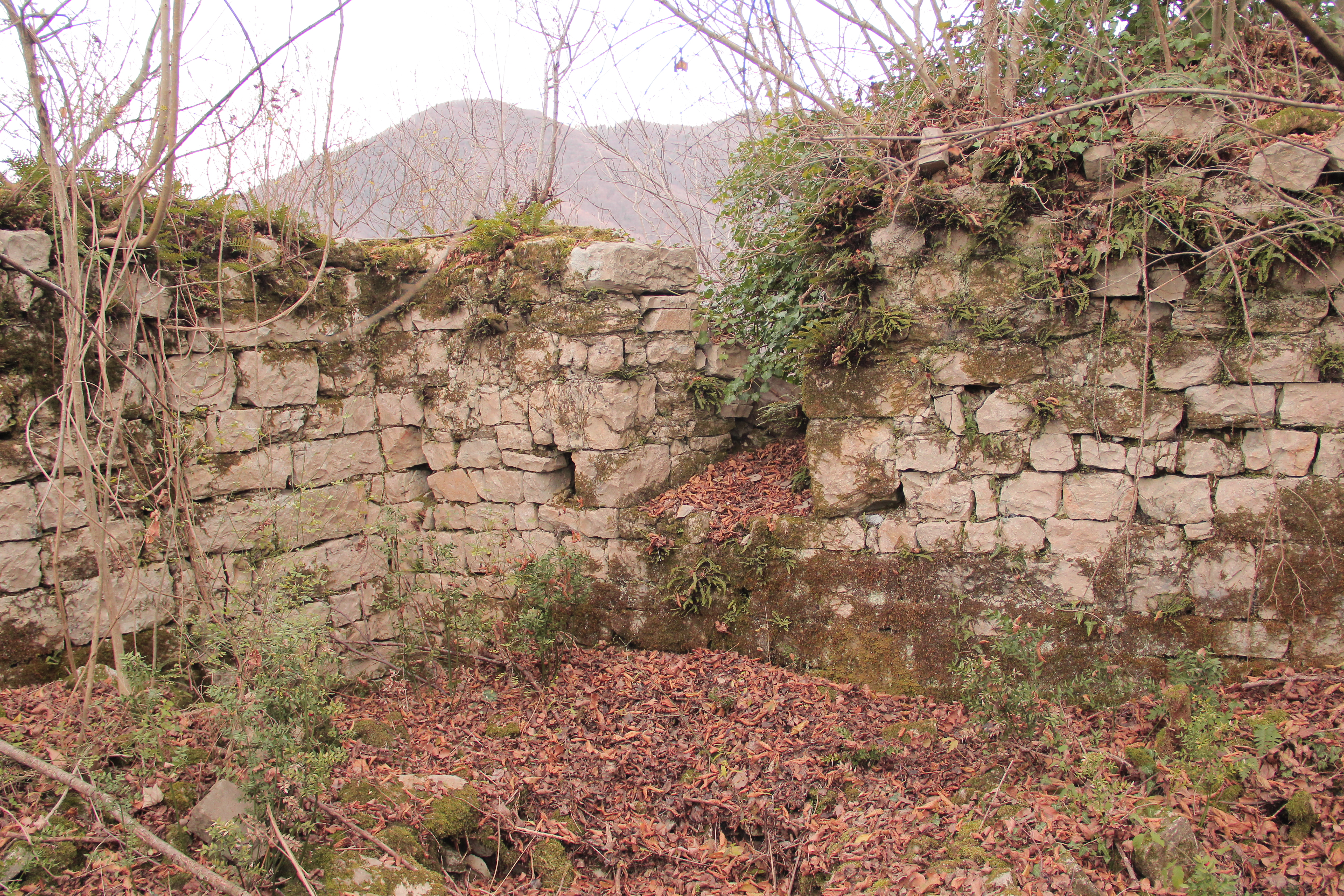
Reste eines an den Turm anschließenden Raumes
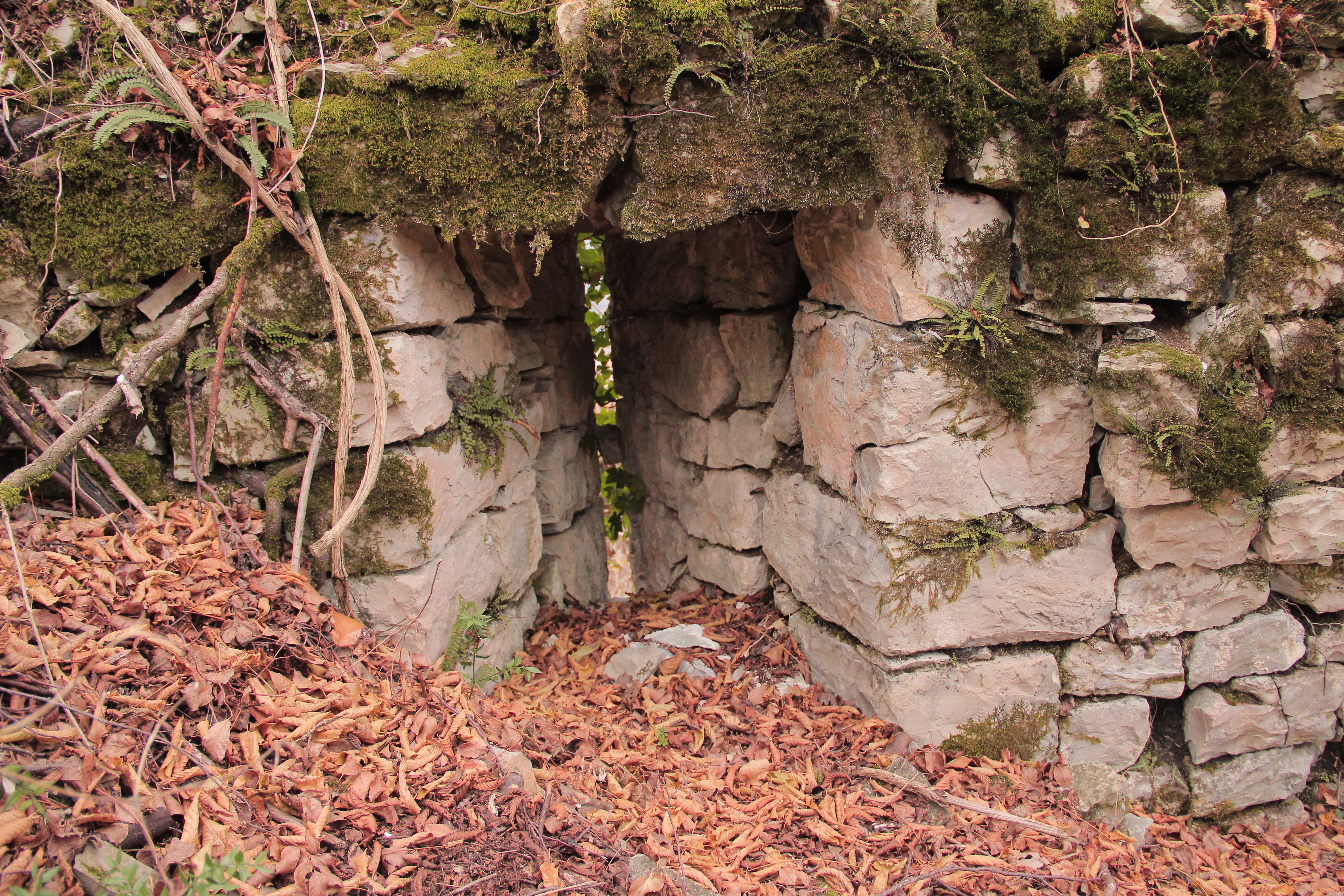
Schießscharte der Burg
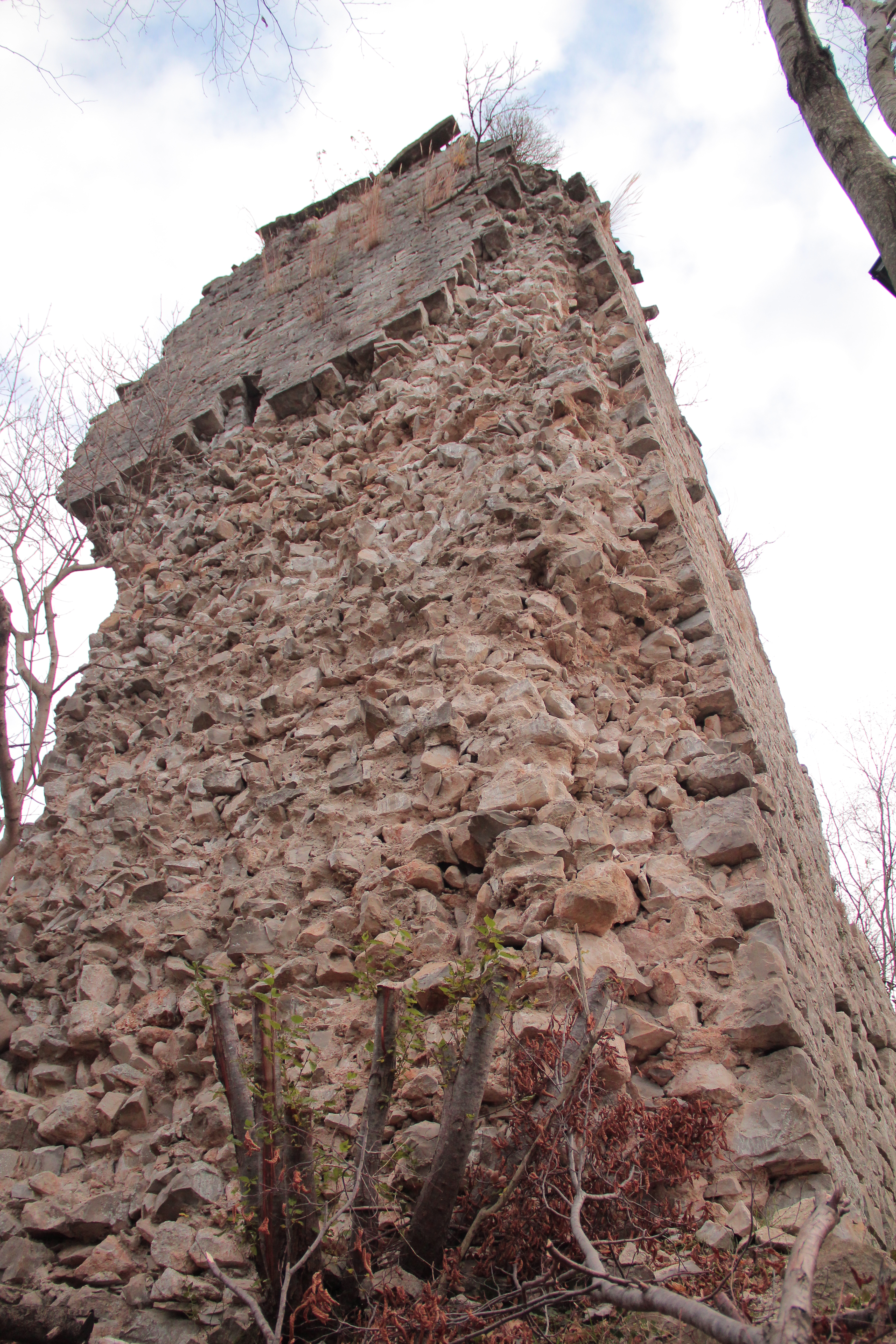
„Sack“-Mauern
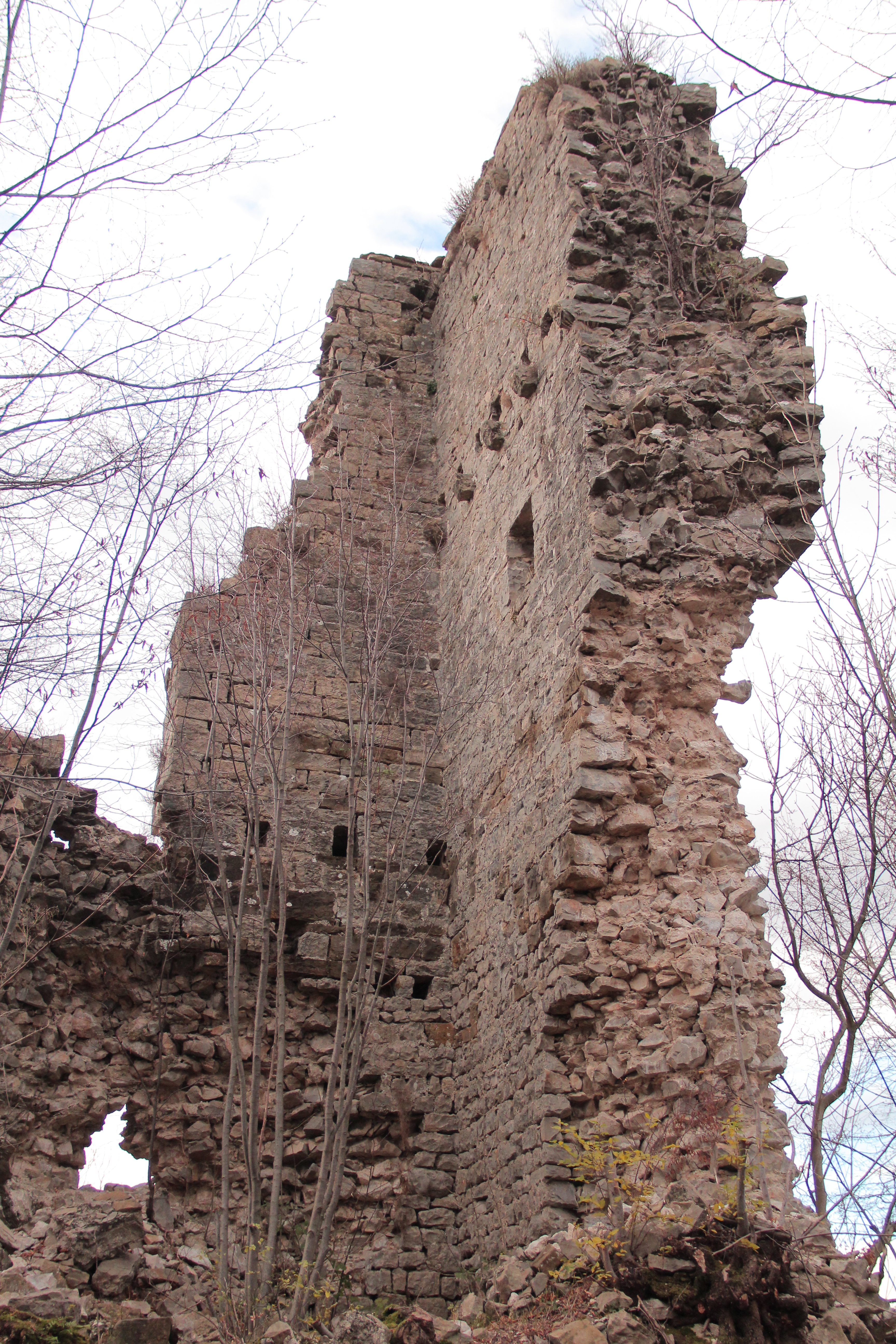
Innenansicht des Turms
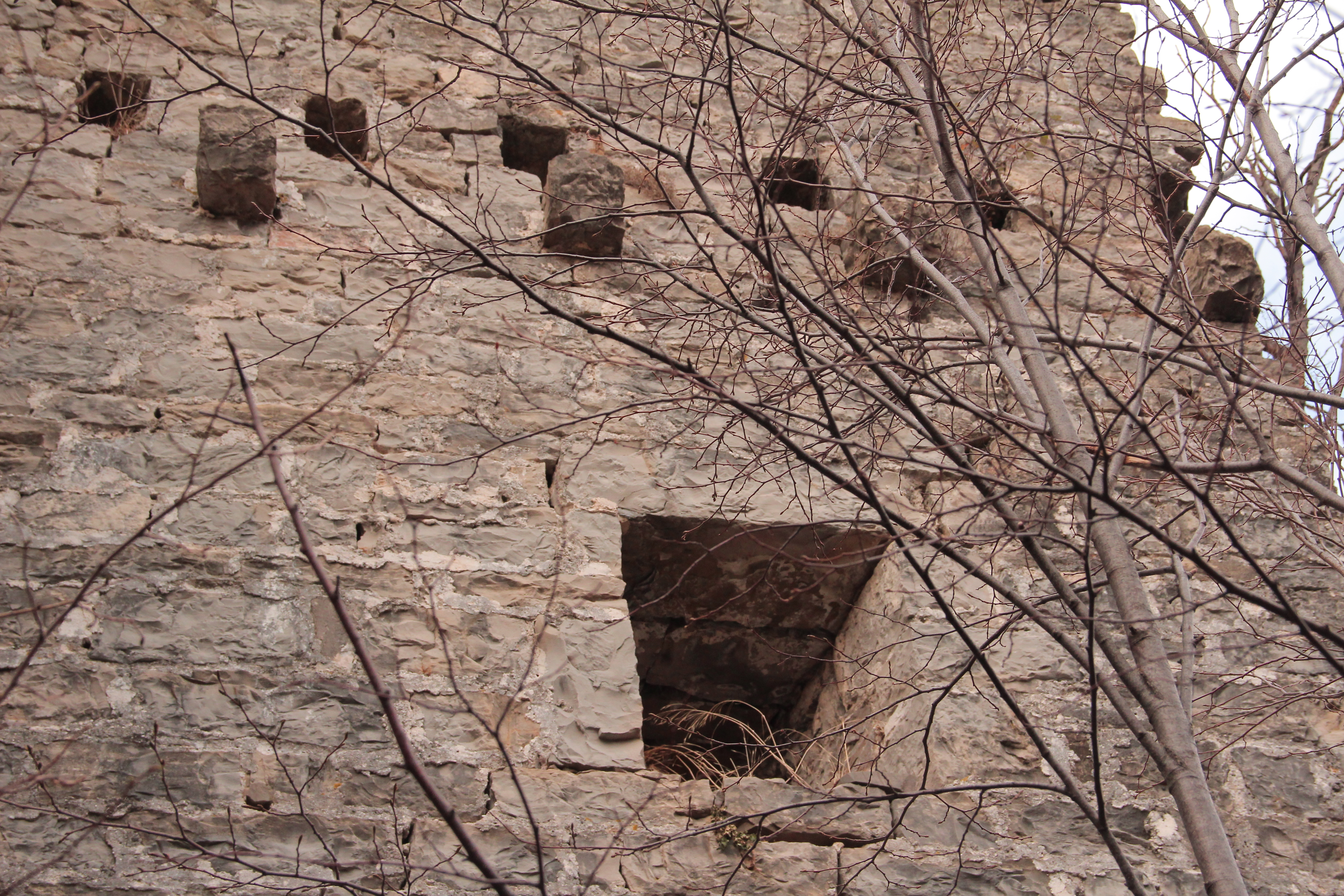
Bausystem der Böden
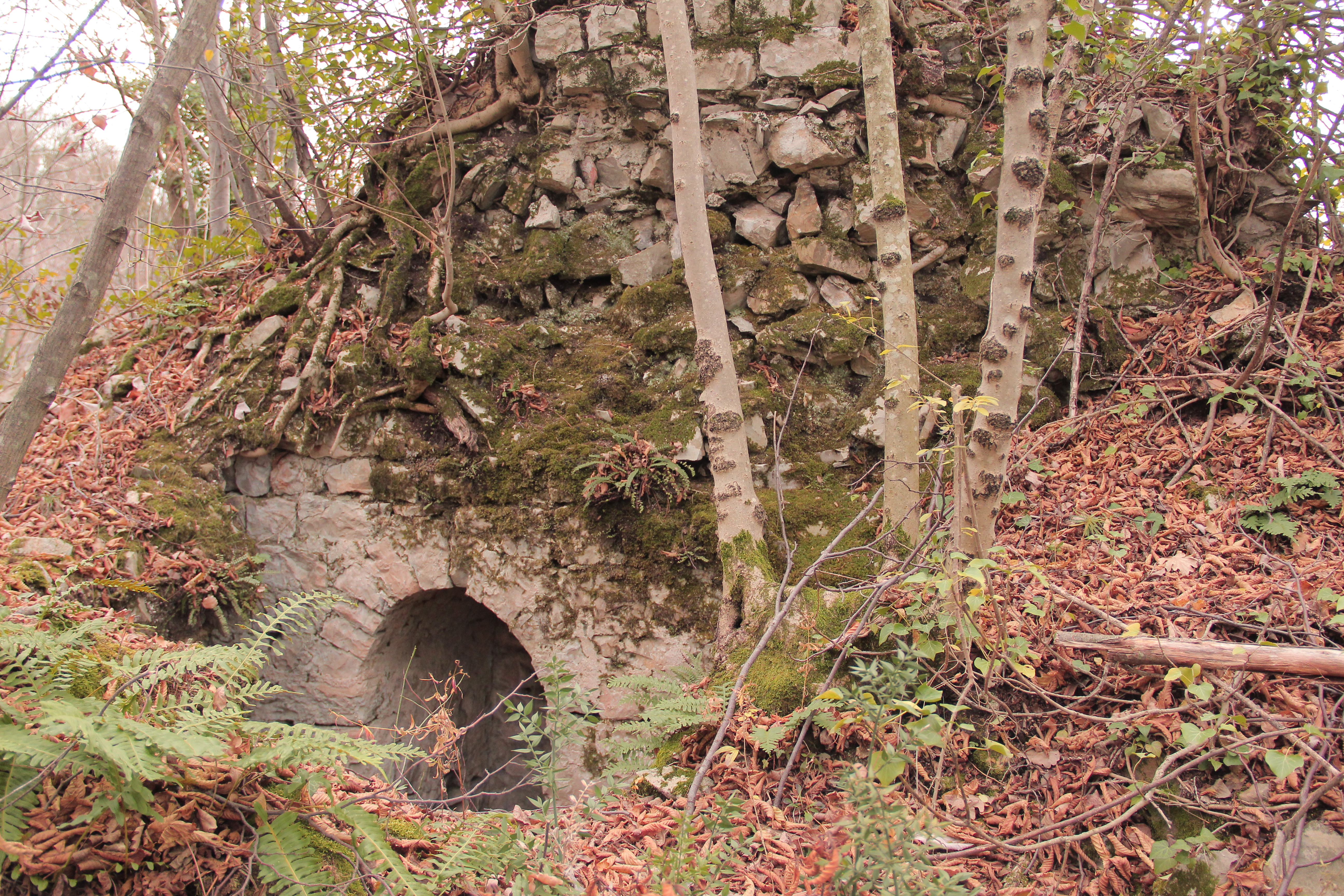
Kleine Öffnung mit Bogen
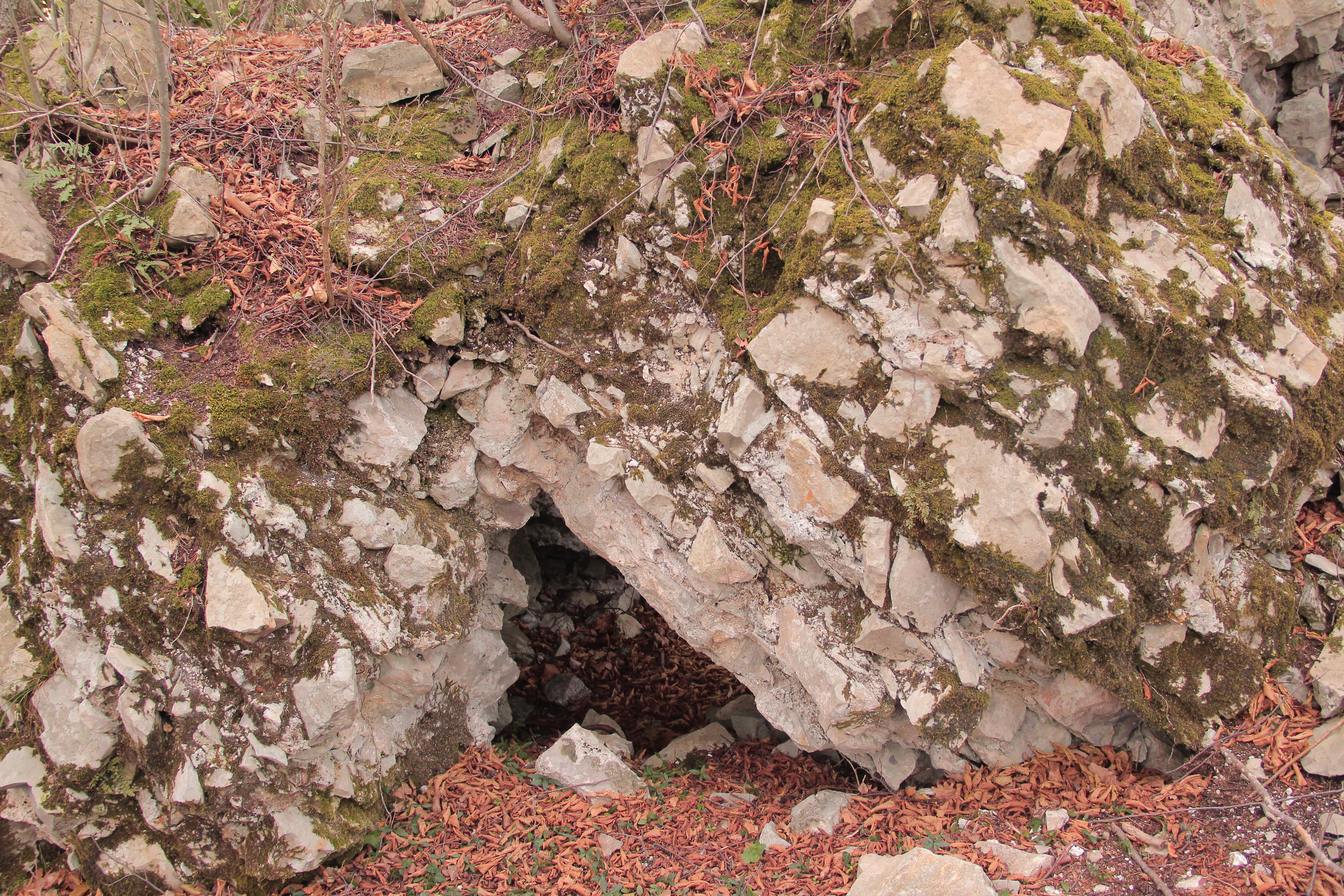
Eingestürzter Mauerabschnitt
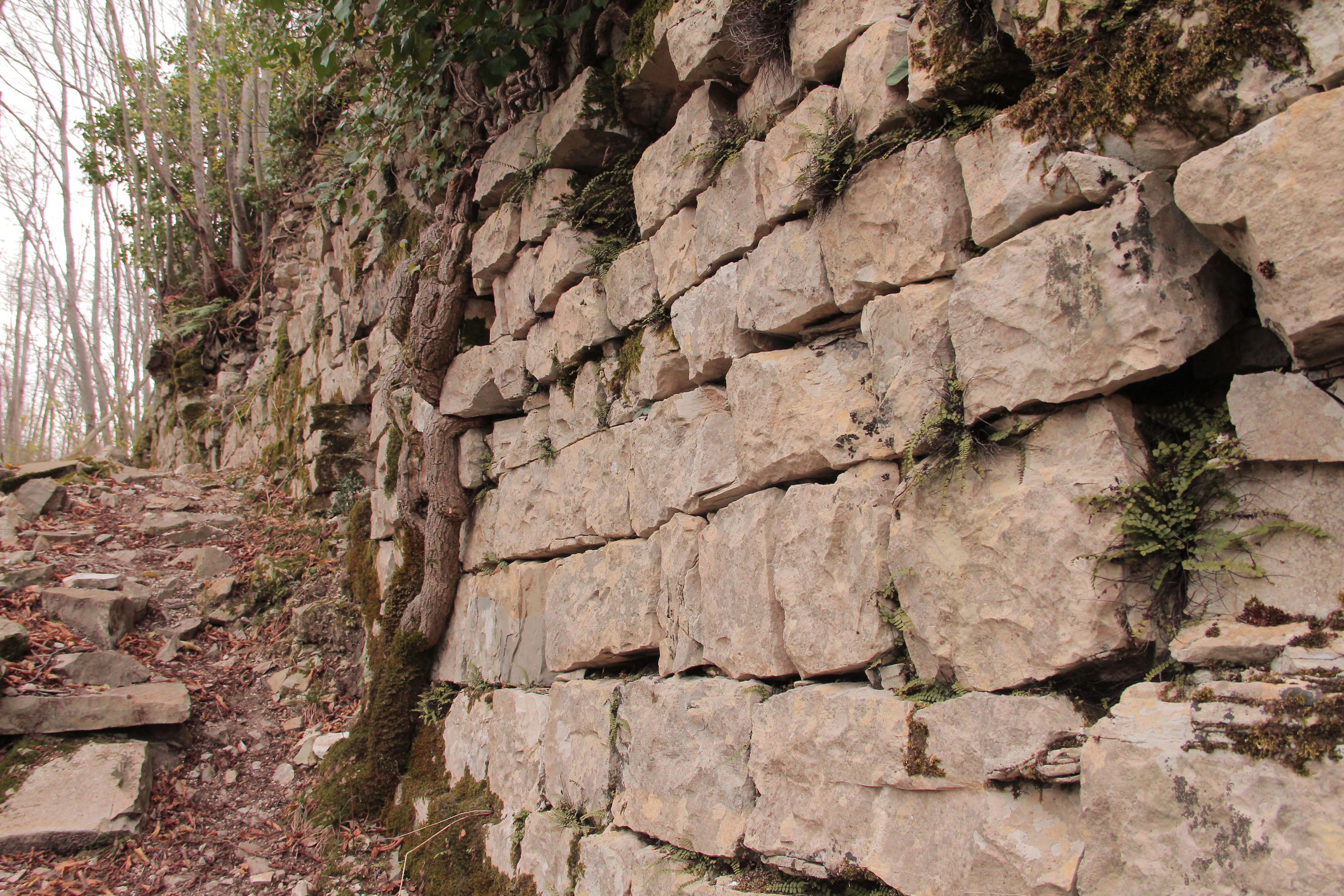
Heutiger Eingang zur Burg
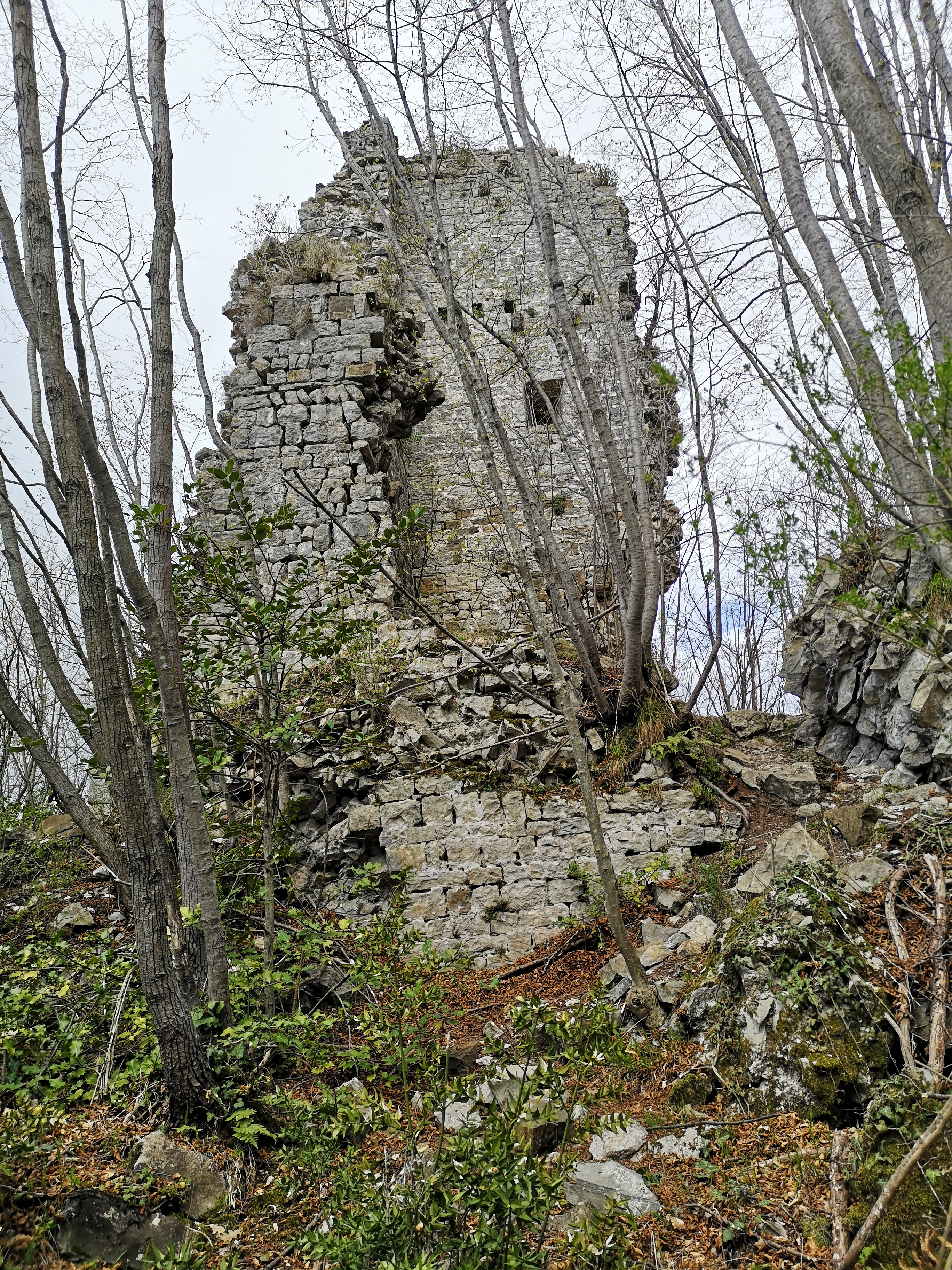
Bergfried des Castello Inferiore
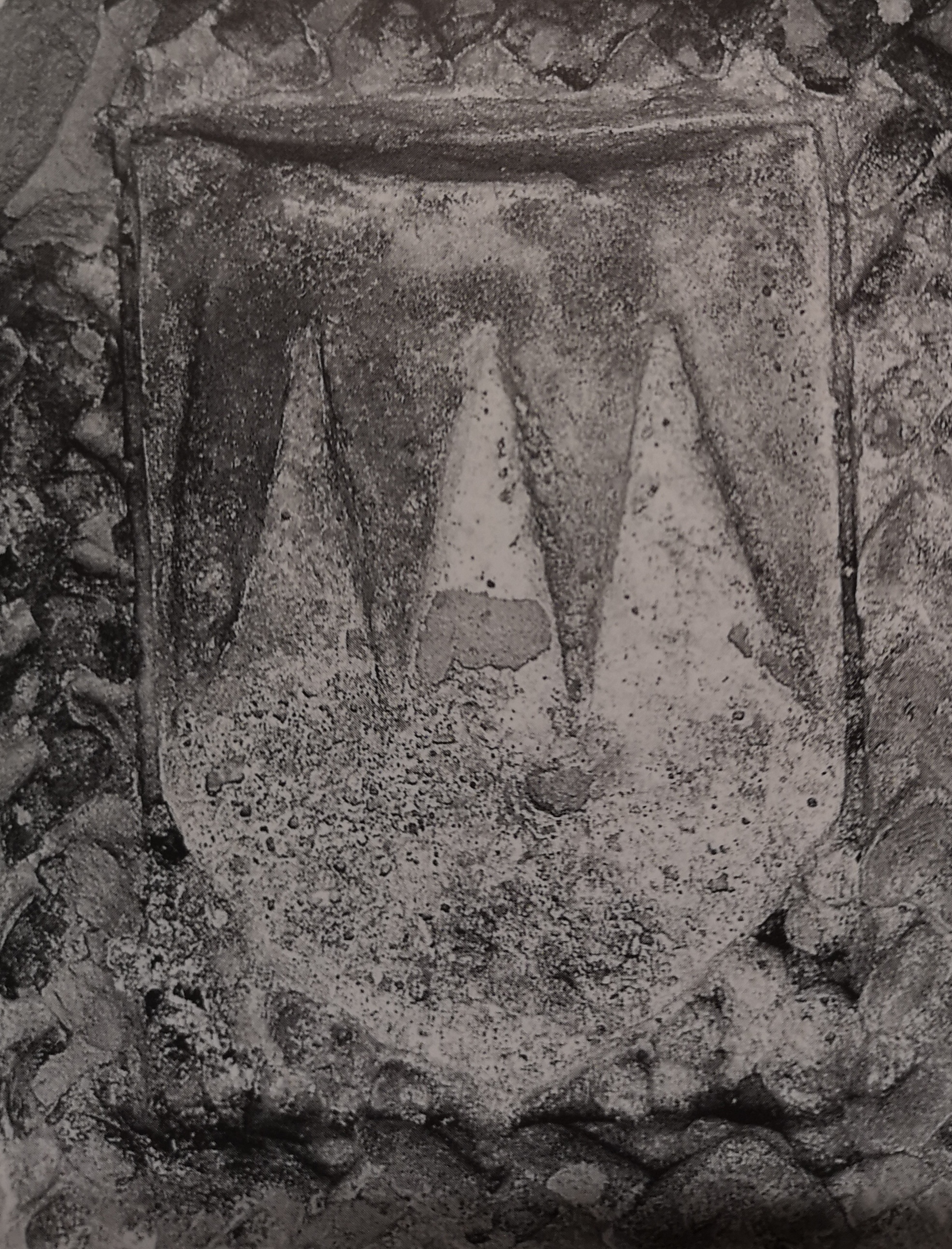
Wappen des Castello Inferiore in Attimis
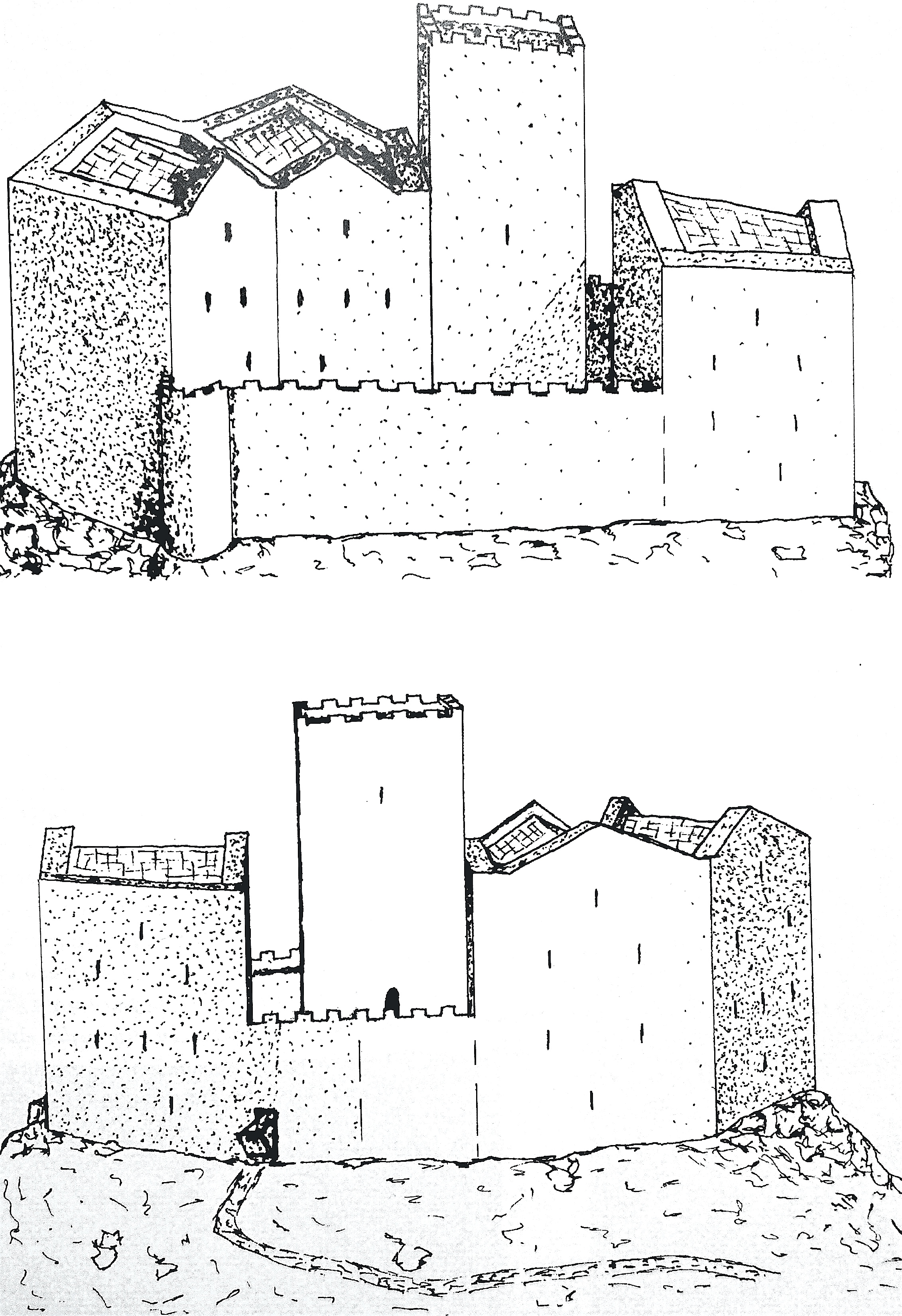
Rekonstruktion des originalen Aussehens des Burggeländes
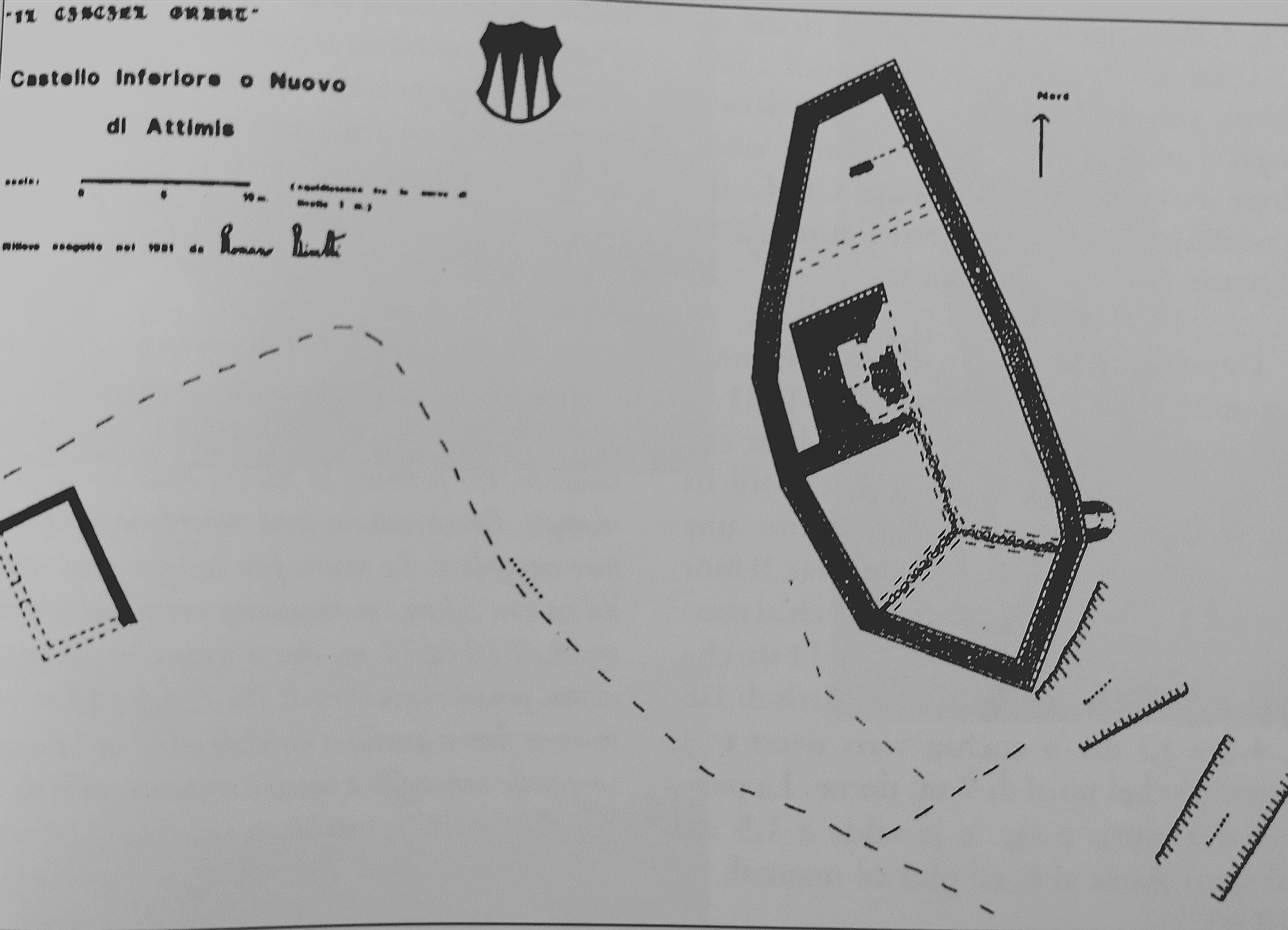
Grundriss der Burg
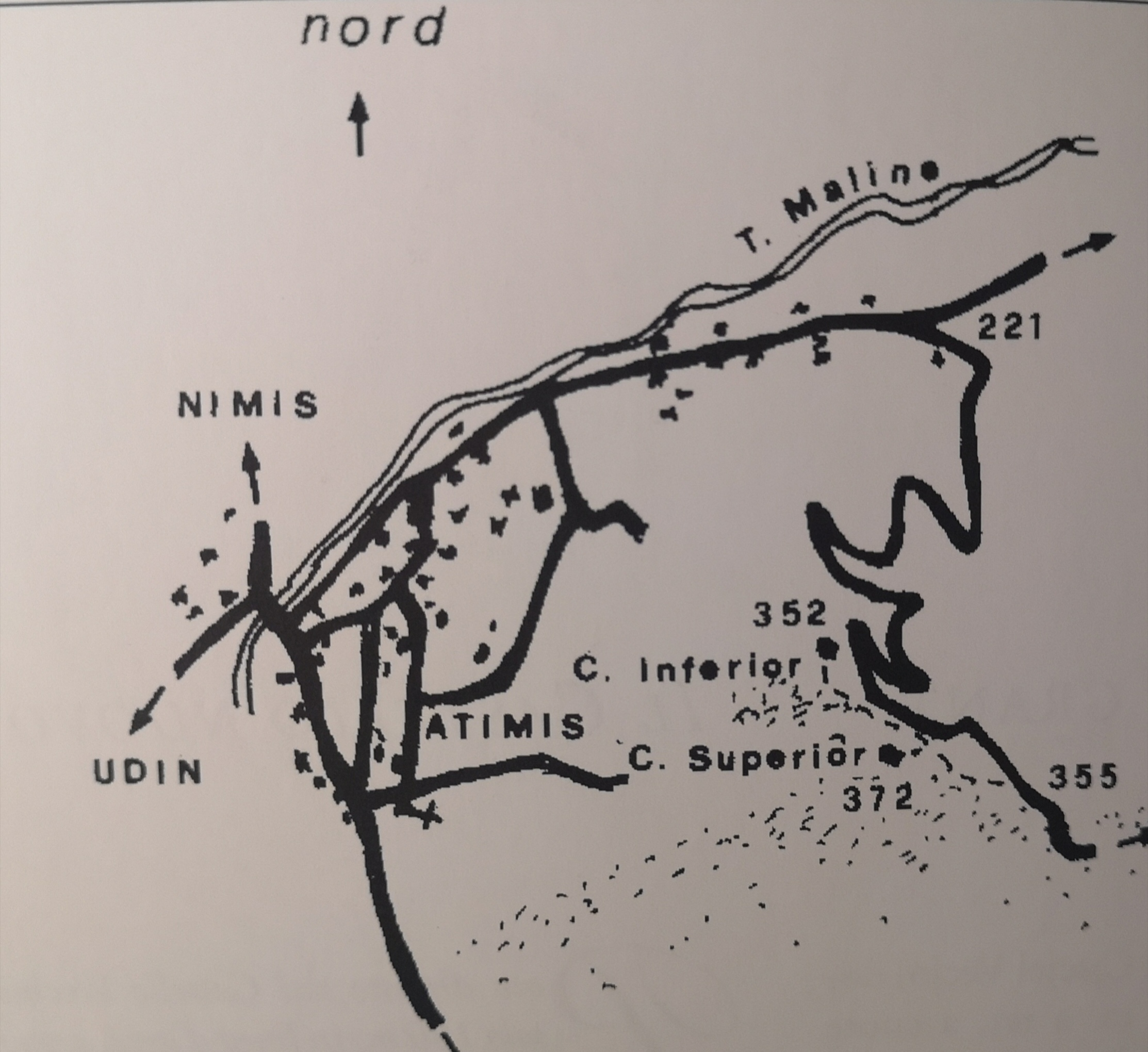
Karte mit der Lage der Burgen.
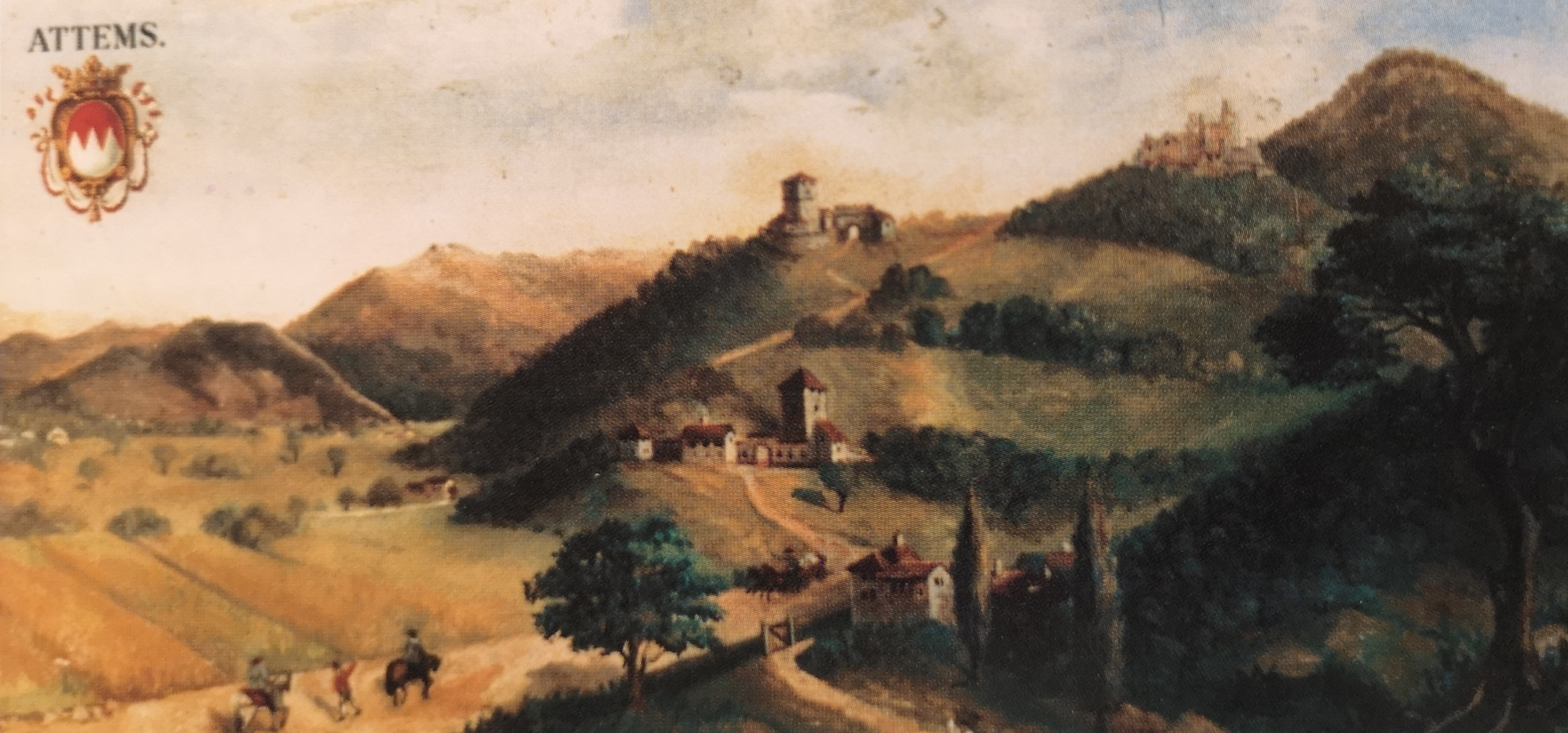
Gemälde der Siedlung Attimis und ihrer Burgen (Gemälde in Wien aufbewahrt)